# Uranotaenia diagonalis
Uranotaenia diagonalis är en tvåvingeart som beskrevs av Steffen Lambert Brug 1934. Uranotaenia diagonalis ingår i släktet Uranotaenia och familjen stickmyggor. Inga underarter finns listade i Catalogue of Life.